# Thiancourt
Thiancourt település Franciaországban, Territoire de Belfort megyében. Lakosainak száma 281 fő (2022. január 1.). Thiancourt Grandvillars, Delle, Fêche-l’Église és Joncherey községekkel határos.

## Népesség
A település népessége az elmúlt években az alábbi módon változott:
| Lakosok száma | 287  | 302  | 304  | 290  | 284  | 282  | 280  | 276  | 281  |
|               | 2013 | 2015 | 2016 | 2017 | 2018 | 2019 | 2020 | 2021 | 2022 |